# Air Keruh (Rambang)
Air Keruh is een bestuurslaag in het regentschap Muara Enim van de provincie Zuid-Sumatra, Indonesië. Air Keruh telt 378 inwoners (volkstelling 2010).